# Parti bleu (Allemagne)
Pour les articles homonymes, voir Parti bleu (homonymie).
Le Parti bleu (en allemand : Die blaue Partei ou Die Blauen) est un parti politique conservateur allemand, créé en 2017.
Il est fondé à l'initiative de Frauke Petry, ancienne présidente de l'Alternative pour l'Allemagne (AfD), à la suite des élections fédérales en septembre 2017. Le parti se présente comme plus modéré que l'AfD et a pour objectif d'attirer les conservateurs sociétaux, les nationaux-libéraux et les anciens membres de l'AfD.

## Historique

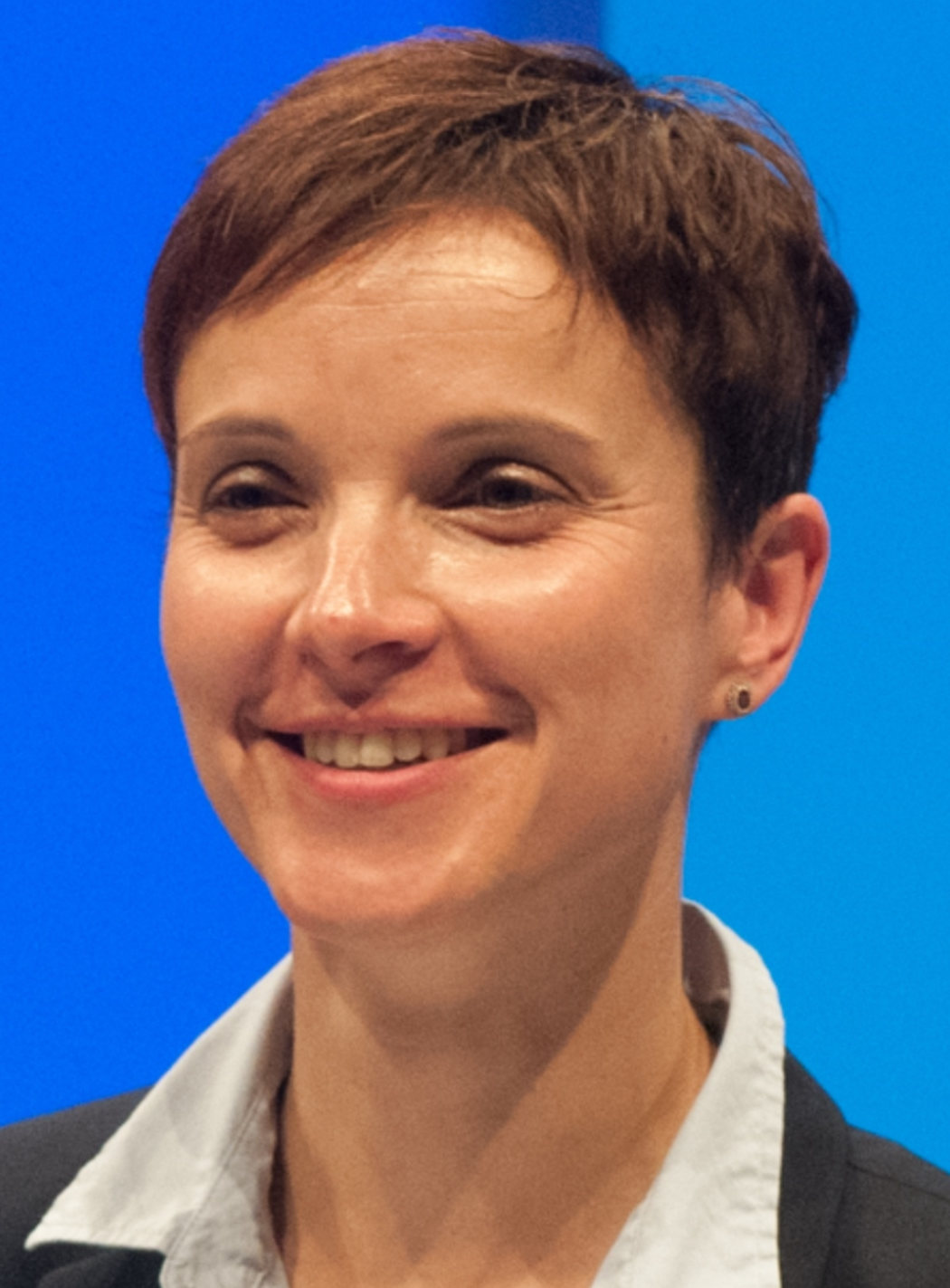
Frauke Petry, dirigeante du parti.

Le 4 juillet 2015, Frauke Petry est élue présidente de l'Alternative pour l'Allemagne (AfD). Elle subit cependant une contestation interne à l'approche des élections fédérales de 2017, venant de personnalités plus à droite qu'elle, lui reprochant une ligne trop modérée, alors que Petry représentait jusqu'ici l'aile droite du parti. Elle est alors contrainte de se retirer de la présidence du parti et se voit remplacer par Björn Höcke. Elle décide toutefois de rester candidate aux élections fédérales. Durant la campagne électorale, elle enregistre un site web et un parti politique sous le nom de Die Blauen, suscitant des spéculations sur ses intentions de créer une nouvelle formation politique.
Immédiatement après les élections fédérales, Petry annonce son départ de l'AfD et affirme qu'en qualité d'élue au Bundestag, elle siégera comme indépendante. Quelques jours plus tard, en octobre 2017, elle annonce officiellement la création du Parti bleu.
Petry et Mario Mieruch (en) sont les deux représentants du parti au sein du Bundestag. Petry est par ailleurs l'une des cinq élus du parti au Landtag de Saxe,. Elle est rejointe rapidement par son conjoint, Marcus Pretzell, élu au Parlement européen et au parlement de Rhénanie-du-Nord-Westphalie, ainsi qu'Alexander Langguth et Frank Neppe.
En 2019, Marcus Pretzell n'est pas réélu au Parlement européen et à la suite des élections régionales du 1er septembre 2019, le parti ne détient plus aucun siège au Landtag de Saxe.
Le 5 novembre 2019, Petry annonce la dissolution du parti d'ici la fin de l'année au vu des faibles résultats électoraux du parti.

## Idéologie
Les positions du Parti bleu sont assez similaires à celles de l'aile modérée de l'AfD. Le média Deutsche Welle affirme d'ailleurs que le parti « semble s'être lourdement inspiré du programme de l'AfD ». Comme l'AfD, le Parti bleu exige des contrôles plus stricts aux frontières, des restrictions concernant l'asile et la fin de la double nationalité. Le Parti bleu dénonce aussi « l'islam politique » mais ne soutient pas l'affirmation de l'AfD selon laquelle il n'y aurait pas de place pour l'islam en Allemagne. Le programme du parti est aussi comparé à celui de l'Union chrétienne-sociale en Bavière (CSU).